# KOYANAGI THE BALLADS 1999-2001
『KOYANAGI THE BALLADS 1999-2001』（コヤナギ・ザ・バラッズ 1999-2001）は、小柳ゆきのバラード・ベスト・アルバム。2001年11月28日発売。発売元はワーナーミュージック・ジャパン/DREAM MACHINE。

## 解説
小柳自身初のバラード・ベスト・アルバム。デビューから2001年までに発表されたシングル、アルバムから選曲され収録。
CD2枚組となっており、2枚目は収録曲のピアノInstrumentalを収録。演奏は深町純によるもの。

## 収録曲
1. あなたのキスを数えましょう 〜You were mine〜
1stシングル
2. Without you
カバー・アルバム『Koyanagi the Covers PRODUCT 1』収録曲
3. MANDY
カバー・アルバム『Koyanagi the Covers PRODUCT 1』収録曲
4. be alive
5thシングル
5. fortune
2ndアルバム『EXPANSION』収録曲
6. precious time
2ndアルバム『EXPANSION』収録曲
7. beautiful world
7thシングル
8. wishing well
8thシングル「DEEP DEEP」C/W
9. 永遠
3rdアルバム『my all..』収録曲
10. my all..
9thシングル
11. Koyanagi the Christmas(きよしこの夜〜ホワイト・クリスマス)
12. Blue X'mas